# ميتشيل دوارتي
ميتشيل دوارتي (بالألمانية: Mitchell Duarte) (و. 1991  م) هو لاعب كرة قدم، من الأوروغواي، ولد في مونتفيدو، يلعب كمُدَافِع.

## روابط خارجية
- ميتشيل دوارتي على موقع قاعدة بيانات كرة القدم.إي يو (الإنجليزية)
- ميتشيل دوارتي على موقع Soccerway.com (الإنجليزية)